# Lindy West
Lindy West (Seattle, 9 marzo 1982) è una scrittrice statunitense.
È autrice del libro-memoir vincitore del Genius Award Shrill: Notes from a Loud Woman da cui è stata tratta la serie tv Shrill prodotta da Hulu e da lei stessa adattata.
Gli argomenti di cui si occupa riguardano il femminismo, la cultura popolare e il movimento fat acceptance, per l'accettazione delle persone in sovrappeso.

## Biografia
È figlia del musicista jazz Paul West. Ha iniziato a lavorare come giornalista nel 2009, scrivendo recensioni cinematografiche per il sito della rivista The Stranger. Il salto di qualità della sua carriera avvenne l'anno successivo, con la pubblicazione di un articolo sul film Sex and the City 2 intitolato “Burkas and Birkins”. In una intervista per il fashion blog "The Cut" Lindy West ha spiegato che in poche ore l'articolo, descritto dall'agente letterario Gary Morris come feroce e divertente, divenne virale in tutto il mondo e che, se al momento della pubblicazione aveva circa 300 followers su Twitter, la mattina seguente erano diventati decine di migliaia.
È  stata editorialista per The Daily Telegraph, GQ ,  New York Daily News e The Guardian, spesso occupandosi di importanti questioni sociali con un approccio comico e ironico.
Nel 2013 Lindy West ha vinto il Women's Media Center Social Media Award, che le è stato consegnato a New York City da Jane Fonda.
Nel 2016 ha pubblicato il libro Shrill: Notes from a Loud Woman, in cui tratta le difficoltà e i maltrattamenti che subisce una donna grassa nel mondo del lavoro e della sfera sentimentale, ma anche le reazioni del pubblico quando questa stessa donna è una nota giornalista: minacce, insulti, inviti al suicidio il tutto vissuto personalmente dalla West.
Nel dicembre del 2016 la produttrice Elizabeth Banks ha opzionato l'opera per un adattamento televisivo; la prima stagione della serie tv in sei puntate è uscita il 15 marzo 2019 su Hulu.

## Opere
- How to Be a Person: The Stranger's Guide to College, Sex, Intoxicants, Tacos, and Life Itself,  con Dan Savage, Sasquatch Books, 2012
- Shrill: Notes from a Loud Woman, Quercus , 2016.
- The Witches Are Coming. Hachette Books, 2019